# Isacanthodes monilis
Isacanthodes monilis is een keversoort uit de familie Belidae. De wetenschappelijke naam van de soort is voor het eerst geldig gepubliceerd in 1838 door Newman.